# Joanny Moulin
Pour les articles homonymes, voir Moulin (homonymie).
Joanny Moulin, né le 28 septembre 1960 à Saint-Étienne est un angliciste, biographe, critique et théoricien de la littérature française.

## Biographie
Professeur des Universités à Aix-Marseille Université, Joanny Moulin est agrégé d'anglais. Il était auparavant maître de conférences à l'Université Bordeaux-Montaigne, où il a soutenu son habilitation à diriger des recherches en 1999 sous la direction de Régis Ritz. Il a fait ses études supérieures à l'Université Lumière-Lyon II, où il a soutenu sa thèse sous la direction d'Adolphe Haberer en 1993. Professeur à Aix-Marseille Université depuis l'an 2000, il a créé la revue Erea, revue d'études anglophones en 2003, puis fondé la Biography Society en 2015. Joanny Moulin est membre de l'Institut d'Histoire de la Philosophie (IHP, EA3276), membre du Conseil National des Universités (2011-2019), membre senior de l'Institut Universitaire de France depuis 2017.

## Publications

### Monographies
1. Ted Hughes : la langue rémunérée, L’Harmattan, 1999  (ISBN 978-2738480255).
2. Seamus Heaney : l’éblouissement de l’impossible, Honoré Champion, 1999  (ISBN 978-2745300447).
3. Ted Hughes ; New Selected Poems 1957–1994, Didier Érudition, 2000  (ISBN 978-2864603733).
4. Robert Burns: Selected Poems, Armand Colin, 2004  (ISBN 978-2200266417).
5. Derek Walcott: Collected Poems, Armand Colin, 2005  (ISBN 978-2200345174).
6. Introduction à la poésie de W. B. Yeats, Paradigme, 2007  (ISBN 978-2868782717).
7. Louis MacNeice : The Burning Perch, Atlande, 2016  (ISBN 978-2350303246).
8. On Biography: Critical Essays, Honoré Champion, 2021  (ISBN 978-2745355843).

### Biographies
1. Ted Hughes : la terre hantée, Aden, 2007  (ISBN 978-2848400839).
2. Darwin, une scandaleuse vérité, Autrement, 2009  (ISBN 978-2746713048).
3. Victoria, reine d’un siècle, Flammarion, 2011  (ISBN 978-2081487703).
4. Élisabeth II, une reine dans l’histoire, Flammarion, 2012  (ISBN 978-2081270367).
5. Élisabeth Ire, la reine de fer, Éditions du Cerf, 2015  (ISBN 978-2204105620) .

### Anthologies
1. Lire Ted Hughes : Les New Selected Poems, Éditions du Temps, 1999  (ISBN 978-2842740740).
2. European Studies in Modern Anglophone Poetry, Annales Du Monde Anglophone 17 (2003)  (ISBN 978-2747553216) .
3. Ted Hughes: Alternative Horizons, “Context and Genre in English Literature”. Routledge, Taylor & Francis, 2004  (ISBN 978-9026519734).
4. Poetics of the Subject, EREA 2.2 (automne 2004), https://journals.openedition.org/erea/426.
5. Remanent Romanticism in Modern Poetry. CERCLES 12 (janvier 2005) http://www.cercles.com/page/page-30/.
6. Discourses of Melancholy. EREA 4.1 (2006), avec H. Harding & M. Duperray, https://journals.openedition.org/erea/67.
7. Actualité et inactualité de la notion de « postcolonial », avec M. Symington & J. Bessière, Honoré Champion, 2013  (ISBN 978-2745323606).
8. Lives of the Poets: Poetry and Biography. N° spécial, Études anglaises, revue du monde anglophone 66.4 (octobre-décembre 2013), https://www.klincksieck.com/livre/2724-etudes-anglaises-n42013.
9. Towards Biography Theory. Cercles, (revue pluridisciplinaire du monde anglophone) 35 (2015), http://www.cercles.com/page/page-2/.
10. Great Biographers / Grands Biographes 1/2, J. Moulin & H. Renders, Les Grandes Figures dans la littérature et les arts, no 6, avril 2017. https://figures-historiques-revue.univ-lille.fr/category/6-2017/.
11. Études Biographies : la biographie au carrefour des humanités, avec Yannick Gouchan & Phuong Ngoc Nguyen, Honoré Champion, 2018  (ISBN 978-2745348722).
12. Political Biographies in Literature & Cinema, avec Delphine Letort, Biography, An Interdisciplinary Quarterly (Hawaii) 41.3 (Summer 2018), https://muse.jhu.edu/article/711202.
13. La Vérité d’une vie. Études sur la véridiction en biographie, textes réunis par Joanny Moulin, Nguyen Phuong Ngoc & Yannick Gouchan, Honoré Champion, 2019  (ISBN 978-2745352040).

### Articles et autres publications
Publications référencées dans Data.BnF.fr, HAL Archives ouvertes, Cairn.info.